# Nycticorax megacephalus
Goraz-de-rodrigues ou goraz-da-rodrigues (Nycticorax megacephalus) é uma espécie extinta de garça que era endêmica da ilha Rodrigues.

## Descrição
Era robusta, seu bico era comparativamente grande, robusto e reto, e suas pernas eram curtas e fortes, e mais robustas do que as da garça de Maurício relacionada. Havia dimorfismo sexual acentuado, que também está presente na garça-noturna-de-coroa-preta, e o macho era o maior. Há uma diferença de 17,5% no comprimento do tibiotarso entre os espécimes machos e fêmeas, 9,3% de diferença no tarsometatarso e uma diferença de 9,1% nas mandíbulas disponíveis. A diferença era quase a mesma na garça-noturna-de-maurício, e havia pouco dimorfismo na garça-noturna-de-reunião.